# Georg von Hantelmann
Georg von Hantelmann né le 9 octobre 1898 à Rokietnica et mort le 7 septembre 1924 à Charcice est un as allemand de la Première Guerre mondiale crédité de 25 victoires aériennes. Il est également célèbre pour avoir abattu trois as alliés au cours de la même semaine en septembre 1918 : David Putnam, Maurice Boyau et Joseph Frank Wehner (en).

## Biographie

### Jeunesse et débuts dans l'armée
Georg von Hantelmann naît dans une petite famille de Junkers dont il est l'aîné, le 9 octobre 1898 à Rokietnice, dans le royaume de Prusse (aujourd'hui Rokietnica, en Pologne),. Il s'engage dans l'armée en 1916 et devient leutnant l'année suivante dans le 17e régiment de hussards brunswickois. Hantelmann est transféré dans l'aviation en septembre 1917.

### Carrière d'as
Hantelmann commence sa formation au Fliegerersatz-Abteilung 9 le 20 septembre 1917. Après avoir terminé cette formation de base en aviation, il apprend à piloter un avion de chasse à la Jastaschule de Valenciennes, en France. Sa première affectation en tant que pilote de chasse le mène à la Jagdstaffel 18, commandée par Rudolf Berthold, le 6 février 1918,.
Lorsque Berthold changea de commandement le 18 mars 1918 pour prendre la tête de la Jagdstaffel 15, il emmène avec lui un grand nombre de ses pilotes dans le cadre d'un échange massif de personnel entre les deux unités. Hantelmann est l'un des pilotes qui accompagne Berthold. Une fois arrivé dans sa nouvelle Jasta, il fait peindre son insigne personnel, une tête de mort, sur les côtés du fuselage de son Albatros D.V, pour refléter son appartenance passée au 17e régiment de hussards brunswickois,.
Hantelmann dépose sa première déclaration de victoire le 29 mai 1918, mais elle n'est pas confirmée. Le 6 juin suivant, sa première victoire lui est accordée, après qu'il a abattu un Airco DH.4. C'est la première de ses cinq victoires remportées en juin, et le 26 de ce mois, Hantelmann devient un as. Le 16 juin, Kurt Wüsthoff (en) emprunte le Fokker de Hantelmann, avec lequel il est abattu et capturé.
Le 12 septembre 1918, pour sa huitième victoire, Hantelmann abat le pilote américain David Putnam, un des principaux as de l'US Army Air Service, qui comptais alors 13 victoires à son actif,. Quatre jours et six victoires plus tard, Hantelmann remporte un triomphe encore plus remarquable en abattant l'as français Maurice Boyau, qui avait vaincu 21 ballons et 14 avions,. Deux jours et deux victoires plus tard, Hantelmann abat l'ailier de Frank Luke, Joseph Frank Wehner (en), pour sa seizième victoire,. Il en remportera deux autres avant la fin du moins de septembre.
Le 21 octobre 1918, le jour de sa 22e victoire confirmée, Hantelmann est décoré de la Croix de Fer de première classe, ainsi que de l'Ordre de Hohenzollern. Il a alors dépassé les 20 victoires requises pour l'attribution de la plus haute décoration allemande, la croix Pour le Mérite. Cependant, la fin de l'Empire allemand l'empêche de recevoir sa récompense. 
Georg von Hantelman termine la guerre avec 25 victoires aériennes homologuées, dont 21 remportées aux commandes d'un Fokker D.VII, ce qui en fait l'un des pilotes les plus performants sur cet appareil.

### Après-guerre et mort
Une fois revenu à la vie civile, Hantelmann s'installe dans une ferme à Charcice, en Prusse, non loin de la frontière polonaise. Il se marie le 8 octobre 1922 à Potsdam avec Elisabeth, comtesse Finck von Finckenstein (1904-1981), la fille du comte Bernhard Finck von Finckenstein et de son épouse Agneta née von Ramdohr. Le couple a un fils, Wolf-Dietrich von Hantelmann, né en 1923 et disparu au printemps 1945 sur le front de l'Est. 
Le 7 septembre 1924, des braconniers polonais tuent Georg von Hantelmann lorsqu'il les découvre en train de pénétrer sur sa propriété.